# Мугулони-Боло
Мугулони-Боло (тадж. Муғулони Боло) — посёлок в Пенджикентском районе Согдийской области Таджикистана.
Административно входит в состав джамоата Амондара.